# Sarrin
Sarrin (tiếng Ả Rập: صرين, cũng đánh vần Serrin hoặc Sareen) là một thị trấn ở miền bắc Syria, một phần hành chính của Tỉnh Aleppo, nằm ở phía đông bắc của Aleppo. Nó nằm 3 km về phía đông của sông Euphrates, phía nam Kobanî và phía đông Manbij. Là kết quả ban đầu của cuộc Nội chiến Syria đang diễn ra, Sarrin ngày nay nằm ở Kobanî Canton trong khuôn khổ Liên bang tự trị Bắc Syria - Rojava. 

Sarrin là trung tâm hành chính của Nahiya Sarrin của quận Ayn al-Arab.

Trong cuộc điều tra dân số năm 2004, thị trấn Sarrin có dân số 6.140 người, trong khi tiểu khu Sarrin có tổng dân số 70.522 chủ yếu là người Ả Rập.
Trong cuộc nội chiến ở Syria, Nhà nước Hồi giáo Iraq và Levant đã giành quyền kiểm soát thị trấn vào tháng 9 năm 2013. Vào tháng 3 năm 2015, người Kurd trong Đơn vị Bảo vệ Nhân dân (YPG), cùng với phiến quân Quân đội Syria Tự do (FSA), đã phát động một cuộc tấn công nhằm chiếm quyền kiểm soát thị trấn chiến lược. Vào ngày 27 tháng 7 năm 2015, thị trấn nằm dưới sự kiểm soát của lực lượng YPG người Kurd.